# Olbrycht Pęcławski z Pęcławia
Olbrycht (Wojciech) Pęcławski z Pęcławia herbu Jastrzębiec – cześnik czerski w 1639 roku, podczaszy czerski, rotmistrz wojsk królewskich w 1626 roku, dworzanin i pułkownik królewski. 
Żonaty z Agnieszką Oborską, miał córkę Helenę oraz synów: Gabriela i Jana.
Poseł na sejm 1639 roku, sejm 1643 roku. Poseł na sejm 1653 roku.
Elektor w 1648 roku z ziemi czerskiej.